# أهوار كلاي
أهوار كلاي محمية طبيعية في شمال البحر ساحل إنجلترا  بجوار قرية كلاي المقابلة للبحر, نورفولك. محمية منذ عام 1926 ، هو أقدم المحميات المنتمية إلى أمانة نورفولك للحياة البرية (الأقاليم), الذي هو في حد ذاته أقدم أمانة للحياة البرية في المملكة المتحدة. أهوار كلاي يحمي منطقة من القصب, المياه العذبة والمستنقعات, المسابح و المروج الرطبة وهو جزء من نورفولك الشمالية ساحل موقع من الفائدة العلمية الخاصة (SSSI), خاصة في مجال حفظ (SAC), منطقة الحماية الخاصة  (واس) موقع رامسار بسبب الأعداد الكبيرة من الطيور التي يجذبها.
المحمية مهمة لتربية بعض الأنواع النادرة مثل بييه avocets على الجزر الغربية مارش هاريرز, الأوراسي bitterns و الملتحي reedlings في القصب، وهو أيضا موقع استراحة الطيور المهاجرة في فصل الشتاء. هناك أيضا عدة أنواع وطنيا أو محليا نادرة من اللافقاريات والنباتات تتخذ من هذا الساحل موئلا لها. لديها خمسة ملاجئ للطيور وصديقة للبيئة ومركز زوار ومزيد من التوسع المخطط من خلال الاستحواذ على الأراضي المجاورة وتحسينات على مرافق الزوار.
الموقع لديه تاريخ طويل من الاستيطان البشري منذ ما قبل التاريخ حنى استخدامه كسجن حربي في الحرب العالمية الثانية. المحمية تجذب عددا كبيرا من الزوار، تمول اقتصاد بلدة كلاي.

## تاريخ المحمية

### ماقبل التاريخ حتى 1926
نورفولك لها تاريخ طويل من الاستيطان البشري، الإنسان الحديث ونيانديرتال حوالي 10 آلاف إلى 100 ألف سنة، السجلات الأحفورية قليلة ما قبل 20 ألف سنة، بسبب عوامل طبيعبة سيئة.

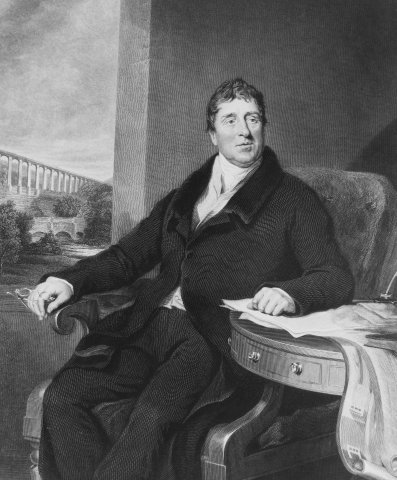
Thomas Telford's recommendations for keeping the access to Cley port open were not implemented.

قطع من جرة رومانية وجدت على الشاطئ، وخريطة من عام 1797 تظهر آثار معبد كلايحريطة من  عام 1588 تشير إلى حصن دفاعي يدعى بحص بلاك جوي، ربما كان يستخدم للدفاع ضد هجمات الأرمادا الإسبانية.
حتى منتصف 1600s بكثير من المنطقة التي تعرف الآن باسم كلاي الاهوار كان جزءا من مجموعة واسعة المد والجزر الأهوار كانت تغطيها مياه البحر مرتين في اليوم. على الشاطئ نفسه كان مئات من متر إلى الشمال من موقعها الحالي. رفع المنطقة في الزاوية الشمالية الغربية، تسمى «العين» ، وقد تم تربيتها منذ أقدم سكن الإنسان. كان 28 هكتار (70 فدان) في حد في 1651 ، ولكن هو الآن أقل بكثير من تآكل السواحل. الوصول إلى العين عن طريق قديمة causeway, مقبول في انخفاض المد. جون Heydon بدأت عملية embanking المستنقعات واستصلاح الأراضي في 1522 ، كانت البنوك تمديد وتحسين الهولندي يان فان Hasedunch من 1630. سيمون Britiff رب المحلية مانور كلاي، الانتهاء من مخطط بناء البنك على الجانب الشرقي من كلاي القناة. فقط الشرق والغرب البنوك قد نجا ؛ الضفة الشمالية تم اختراق عن طريق البحر في عام 1897 ،  ثم أعيد بناؤها مع الخرسانة التي تواجه، ولكن التخلي عنها بعد آخر سيئة العاصفة في عام 1921.

### عصر المحمية

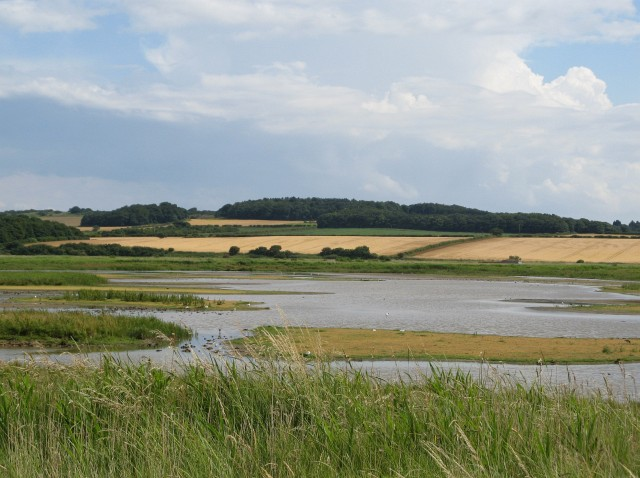
Looking inland across the reserve

أنشئت محمية أهوار كلاي عام 1926 عندما قام الدكتور سيدني لونغ بشراء الأرض، التي تشكل منطقة المحمية الآن.ثم قام الدكتور لونغ بتأسيس أمانة مورفولك للحياة البرية.
كانت المحمية الممتدة في عام 1962 من خلال الإيجار المجاورة 11 هكتار (27 فدان) أرنولد مارش من الثقة الوطنية; هذا كان منذ فترة طويلة الأولية تغذية منطقة الخواضون، ولكن الكثير من أفضل الموئل قد فقدت إلى النهوض حصى ريدج. جديد حمامات يخفي تم إنشاؤها على الاحتياطي من عام 1964 بيع تصاريح الوصول إلى يخفي أصبحت مصدرا مفيدا دخل الأقاليم الشمالية الغربية. لمزيد من حمامات يخفي أنشئت خلال 1970s ، مركز الزوار بنيت في عام 1981 على موقع المبنى الحالي.
عبر تاريخ المحمية الطويل، تعاقب ثلاث حراس فقط، وهم من نفس العائلة. روبيرت بيشوب كان الحارس من 1926 وحتى 1937, تبعه ابنه الأكبر بيلي من 1937 وحتى 1978 ثم ابن بيلي، بيرنارد الذي ما زال يدير المحمية حنى اليوم.

## الحيوانات والنباتات

### الطيور

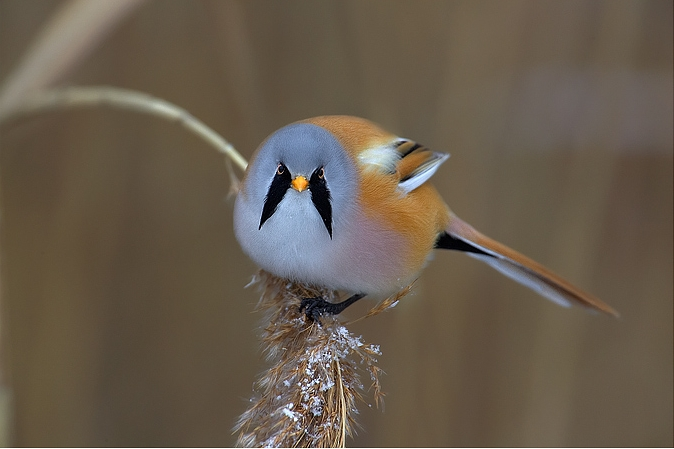
Bearded reedling

مفتاح تربية الأنواع ريد السرير المتخصصين مثل مارش هارير، الأوراسي الواق والملتحي reedling ، الجزيرة-التعشيش avocet. غيرها من الطيور تعشش في الأراضي الرطبة تشمل شمال الهدهد, المشتركة redshank و البردي, ريد و Cetti هو المغردة. الأوراسي الملاعقى, الأطواق و أسود الذيل godwits موجودة بكثير من السنة، وزوج من البلشون قليلا ولدت لأول مرة في 2010-2012.

### الحيوانات الأخرى

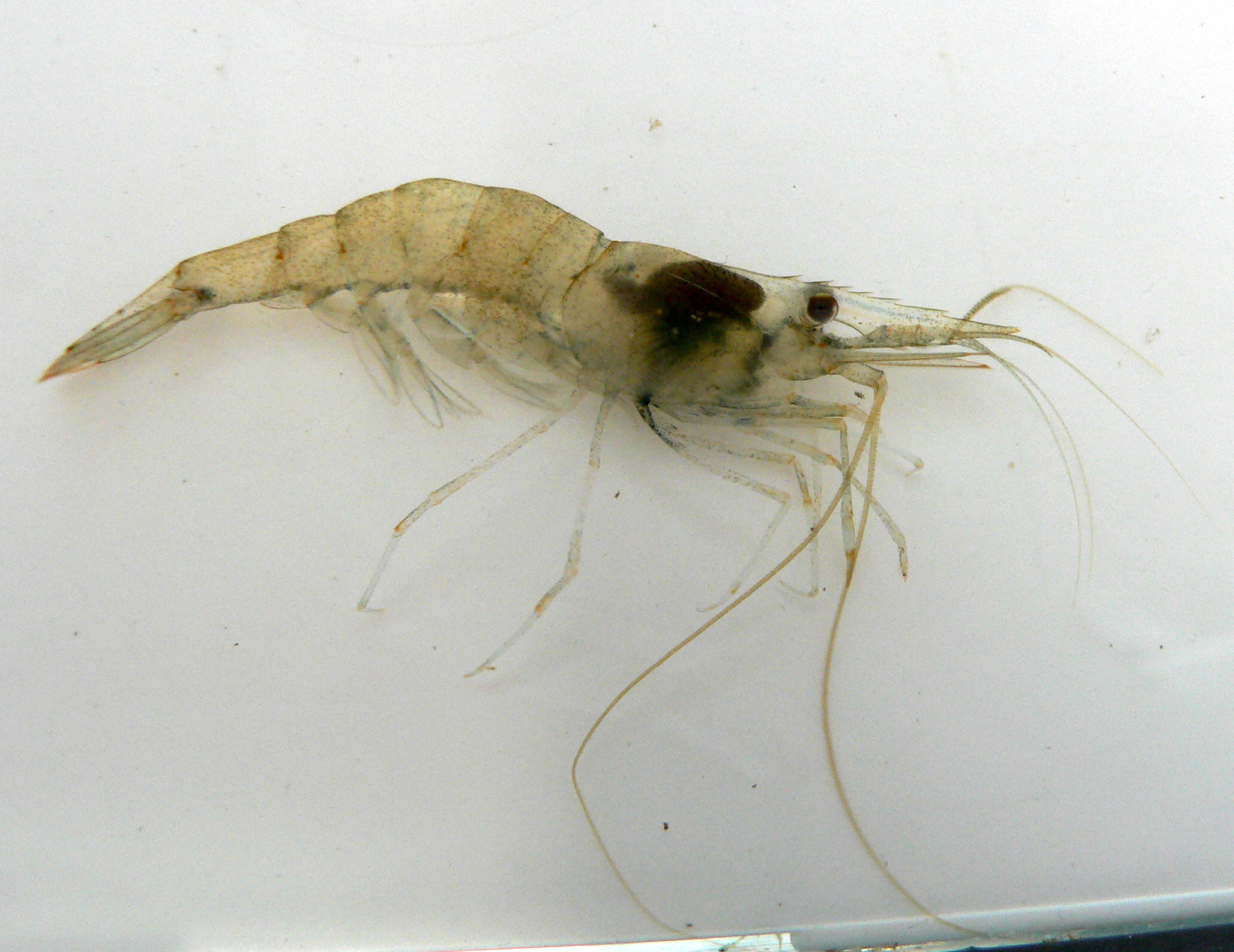
Atlantic ditch shrimp

الماء فئران الحقل هي درجة عالية من الأنواع المهددة بالانقراض في المملكة المتحدة، مع انخفاض كبير في أعداد من 70-90% ، ويرجع ذلك أساسا إلى الافتراس من قبل قدم المنك الأمريكي ، ولكن أيضا فقدان الموائل تلوث المياه. أنها لا تزال شائعة في كلاي، وهو واحد من عدد من شرق الإنجيلي المواقع الآن ذات أهمية وطنية عن هذه الأنواع. البني الأرانب البرية على نطاق واسع، و الأوروبية ثعالب قد ينظر إليها، مع spraints بانتظام وجدت في الطرف الجنوبي من الضفة الشرقية. على المشترك الضفدع, المشتركة الضفدع و المشتركة سحلية كل ما يحدث على الاحتياطي.

### النباتات

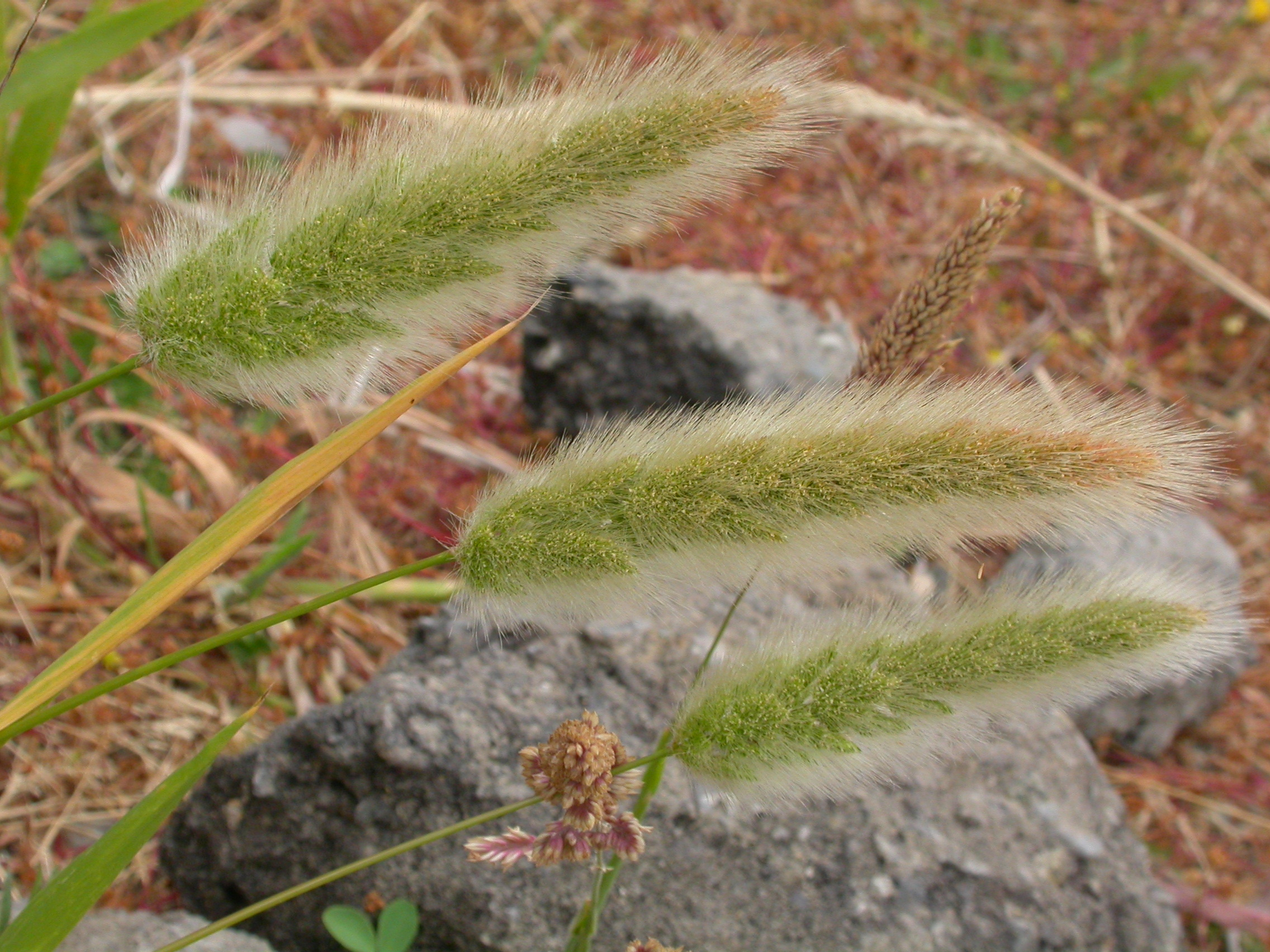
Annual beard grass

لوحة خشبية التلال التي تحمي الاحتياطي من البحر ويمتد إلى بلاكيني نقطة يجذب عض السيدوم, البحر كامبيون, الأصفر مقرن الخشخاش, البحر التوفير, الطيور القدم البرسيم و البحر البنجر. البحر الشعير هو ندرة الأنواع من هذا الموئل. في المثبط مناطق البحر الشيح, البحر الخزامى و الوعرة البحر blite تزدهر أيضا. على saltmarsh يحتوي على glassworts و المشتركة الحبل العشب في الأكثر تعرضا المناطق، مع سلسلة من النباتات التالية على الأهوار يصبح أكثر رسوخا: أولا البحر أستر، ثم أساسا البحر الخزامى، مع بحر الرجلة في الجداول مناطق أصغر من البحر الموز وغيرها المشتركة نباتات المستنقعات. على غير المألوف دوامة tasselweed و طويلة-bracted البردي هي الأخرى saltmarsh المتخصصين. العليا saltmarsh عدد من الأنواع النادرة بما في ذلك أقل centaury, منحني بجد العشب والبحر pearlwortمع لينة نباتات زهقرنية في السدود.